# Список вулиць Харкова (Ч)
| Назва                | Тип   | Довжина, м | Колишні назви                                 | Район(и)             | Місцевість                            |
| -------------------- | ----- | ---------- | --------------------------------------------- | -------------------- | ------------------------------------- |
| Чайний               | пров. | 220        | Краснодарський                                | Немишлянський        | Стара Салтівка                        |
| Чаплигінський        | пров. |            |                                               | Новобаварський       |                                       |
| Чапліївська          | вул.  |            |                                               | Немишлянський        | Кулиничі                              |
| Чапліївський         | пров. |            |                                               | Немишлянський        | Кулиничі                              |
| Челебіївський        | пров. | 675        | Дербентський                                  | Шевченківський       | Павлове Поле                          |
| Чепелківська         | вул.  |            |                                               | Немишлянський        | Кулиничі                              |
| Чепелківський        | пров. |            |                                               | Немишлянський        | Кулиничі                              |
| Чепелківський        | пр-д  |            |                                               | Немишлянський        | Кулиничі                              |
| Чепельський          | вул.  | 200        | Іртиський                                     | Індустріальний       |                                       |
| Червона Алея         | вул.  |            |                                               | Новобаварський       |                                       |
| 2-й Червона Алея     | в-д   |            |                                               | Новобаварський       |                                       |
| Червона              | вул.  |            |                                               | Основ'янський        |                                       |
| Червоний             | в-д   |            |                                               | Київський            |                                       |
| Червоні Ряди         | вул.  |            |                                               | Холодногірський      |                                       |
| Червоної Калини      | вул.  | 415        | Новомосковська                                | Новобаварський       | Нова Баварія                          |
| Червоної Рути        | пров. | 340        | Кольський                                     | Салтівський          | Стара Салтівка                        |
| Червоної Троянди     | вул.  |            |                                               | Шевченківський       |                                       |
| Червономаяцька       | вул.  |            |                                               | Холодногірський      |                                       |
| Червонюка            | вул.  |            |                                               | Індустріальний       | Заїки                                 |
| Чередниченківський   | пров. |            |                                               | Холодногірський      |                                       |
| Черемушна            | вул.  |            |                                               | Основ'янський        |                                       |
| Черемушний           | пров. |            |                                               | Київський            |                                       |
| Черешневий           | вул.  |            | Удмуртський                                   | Холодногірський      |                                       |
| Черкаська            | вул.  |            |                                               | Холодногірський      |                                       |
| Черкаський           | пров. |            |                                               | Холодногірський      |                                       |
| Черновський          | пров. | 710        | Мало-Чернівський, Семінарський, Володарського | Новобаварський       | Холодна Гора                          |
| Чернишевська         | вул.  |            |                                               | Київський            |                                       |
| Чернівецька          | вул.  |            |                                               | Київський            |                                       |
| Чернівецький         | в-д   |            |                                               | Київський            |                                       |
| Чернівецький         | пров. |            |                                               | Київський            |                                       |
| Чернігівська         | вул.  |            |                                               | Холодногірський      |                                       |
| Чернігівський        | пров. |            |                                               | Холодногірський      |                                       |
| Чернігівський        | пр-д  |            |                                               | Холодногірський      |                                       |
| Черняхівська         | вул.  | 215        | Черняхівська, Городовикова                    | Шевченківський       | Стара Олексіївка                      |
| Чеська               | вул.  | 460        | Майкопська                                    | Немишлянський район  | Стара Салтівка                        |
| Четвертий            | в-д   |            |                                               | Новобаварський       |                                       |
| Четвертий            | пров. |            |                                               | Новобаварський       |                                       |
| Чехова               | вул.  |            |                                               | Новобаварський       |                                       |
| Чехова               | пров. |            |                                               | Київський            |                                       |
| Чигиринська          | вул.  | 470        | Семафорна, Борисоглібська                     | Основ'янський        | Жихор                                 |
| Чинбарна             | вул.  |            |                                               | Київський            |                                       |
| Чистоводівська       | вул.  | 90         | Декабристів                                   | Новобаварський       | Новожанове                            |
| Чистоклітівська      | вул.  |            |                                               | Холодногірський      |                                       |
| 1-й Чистоклітівський | пров. |            |                                               | Холодногірський      |                                       |
| 2-й Чистоклітівський | пров. |            |                                               | Холодногірський      |                                       |
| Чистякової           | вул.  |            |                                               | Київський            | Велика Данилівка                      |
| Чоботарська          | вул.  |            |                                               | Холодногірський      |                                       |
| Чоботарський         | пров. |            |                                               | Холодногірський      |                                       |
| 1-й Чоботарський     | в-д   |            |                                               | Холодногірський      |                                       |
| 2-й Чоботарський     | в-д   |            |                                               | Холодногірський      |                                       |
| Чорничний            | пров. | 230        | Двінський                                     | Основ'янський        | Косолапівка                           |
| Чорнобривців         | в-д   | 115        | Травневий, Майкова                            | Новобаварський район | Нова Баварія                          |
| Чорноглазівська      | вул.  | 625        | Чорноглазівська, Маршала Бажанова             | Київський            | Нагірний                              |
| Чорногорський        | пров. | 210        | 2-й Краснодарський                            | Немишлянський        | Немишля, Стара Салтівка               |
| Чорноземна           | вул.  |            |                                               | Новобаварський       |                                       |
| Чорноморська         | вул.  |            |                                               | Слобідський          |                                       |
| Чугуївська           | вул.  |            |                                               | Основ'янський        |                                       |
| 1-й Чугуївський      | в-д   |            |                                               | Основ'янський        |                                       |
| 2-й Чугуївський      | в-д   |            |                                               | Основ'янський        |                                       |
| 3-й Чугуївський      | в-д   |            |                                               | Основ'янський        |                                       |
| Чуйківська           | вул.  | 1540       | Ілліча                                        | Київський            | Шишківка, Лазьківка, Велика Данилівка |
| 1-й Чуйківський      | пров. |            |                                               | Київський            | Велика Данилівка                      |
| 2-й Чуйківський      | пров. |            |                                               | Київський            | Велика Данилівка                      |
| 3-й Чуйківський      | пров. |            |                                               | Київський            | Велика Данилівка                      |
| 4-й Чуйківський      | пров. |            |                                               | Київський            | Велика Данилівка                      |
| Чумаківський         | в-д   |            |                                               | Новобаварський       |                                       |
| Чумацький            | пров. | 175        | Кронштадтський                                | Немишлянський        | Стара Салтівка                        |
| Чуніхінська          | вул.  | 230        | Донецька                                      | Немишлянський        | Ново-Західний                         |
| Чутівська            | вул.  |            | Чуваська                                      | Новобаварський       |                                       |